# Бакатал
Баката́л (крим. Baqatal; також Монасти́рська) — маловодна річка в Феодосійському районі АР Крим, права притока річки Чурюк-Су. Довжина річки становить 8 км, площа водозбірного басейну — 16 км².

## Географія
Витік річки знаходиться біля джерела поруч із руїнами середньовічного вірменського монастиря Сурб Степанос на південному схилі гори Мачук Головного пасма Кримських гір. Річка бере початок на лісистих схилах хребта Туар-Алан і спочатку тече на північ, потім повертає на північний схід.

### Притоки
Згідно зі «Справочником поверхневих водних об'єктів Криму», річка має чотири безіменні притоки. На детальних картах два з них підписані:
- праві притоки — Біюк-Узень та Мартиг-Дере.

### Гирло
У довіднику та роботах Оліферова і Тимченка Монастирська вказана як права притока (разом із Старокримською) річки Чурюк-Су. Їх злиття відбувається на висоті 220 м над рівнем моря. Однак із 1957 року річка впадає у Старокримське водосховище.